# Пильний (роман)
«Пильний» — науково-фантастичний роман, написаний канадським письменником Джеймсом Аланом Гарднером, опублікований у 1999 році видавництвом HarperCollins під різними вихідними даними. Книга є третім томом із серії «Ліга народів» Гарднера після «Години зобов'язань» (1998).

## Передісторія
До середини ХХV століття людство інтегрувалося в пангалактичну цивілізацію під назвою Ліга Народів, де домінують види розумного життя, які еволюціонували далеко за межі людського рівня. Перевагами цієї асоціації є основні передові технології, включаючи ефективні міжзоряні подорожі, генну інженерію, нанотехнології та тераформування. Основне правило Ліги полягає в тому, що розумним істотам, які недостатньо поважають життя, не дозволяється подорожувати між сонячними системами.

## Конспект
Фей Смолвуд живе на планеті-колонії Демот, яку люди ділять із білкою-летягою, як jолом. У її підлітковому віці населення оолом було майже знищено чумою, перш ніж її батько знайшов ліки від неї; у 40 років її залишкове почуття провини за те, що вона вижила, спонукає її приєднатися до віґілів, організації омбудсменів у Демоті. У результаті вона опиняється заплутаною в стародавній таємниці, пов'язаній з андроїдами-вбивцями та біологічною зброєю.

## Рецензії
На сайті SF Site Річ Гортон похвалив зображення Фей Гарднером як «недосконале, але все ж приємне», і назвав книгу «приємною» і «швидкою», але дорікнув їй за «складну будівлю мотивацій і сюжетів» (водночас визнаючи, що «збіги загалом добре пояснені», і що книга має «досить щільно побудовану розв'язку»).
У New York Times Джеральд Джонас описав Фей як «захоплюючу», з «незгасним духом і чистим серцем», але зазначив, що розповідь «не зупиняється ні на чому, навіть на здоровому глузді», і що це «фантазія про здійснення бажань високого порядку».